# Saut en longueur féminin aux Jeux olympiques d'été de 2024
Pour des articles plus généraux, voir Athlétisme aux Jeux olympiques d'été de 2024 et Saut en longueur aux Jeux olympiques.
Navigation
Tokyo 2020 Los Angeles 2028
L'épreuve du saut en longueur féminin aux Jeux olympiques de 2024 se déroule les 6 et 8 août 2024 au Stade de France au nord de Paris, en France.

## Records
Avant cette compétition, les records dans cette discipline étaient les suivants :
| Record du monde  | Galina Chistyakova (URS)   | 7,52 m | Leningrad | 11 juin 1988      |
| Record olympique | Jackie Joyner-Kersee (USA) | 7,40 m | Séoul     | 29 septembre 1988 |

## Programme
| Date         | Horaire | Manche         |
| ------------ | ------- | -------------- |
| Mardi 6 août | 10 h 00 | Qualifications |
| Jeudi 8 août | 19 h 00 | Finale         |

## Résultats
Légende
- o : essai réussi
- x : essai manqué
- - : impasse

### Finale
A l'issue des 3 essais, les huit meilleures sauteuses bénéficient de 3 essais supplémentaires.

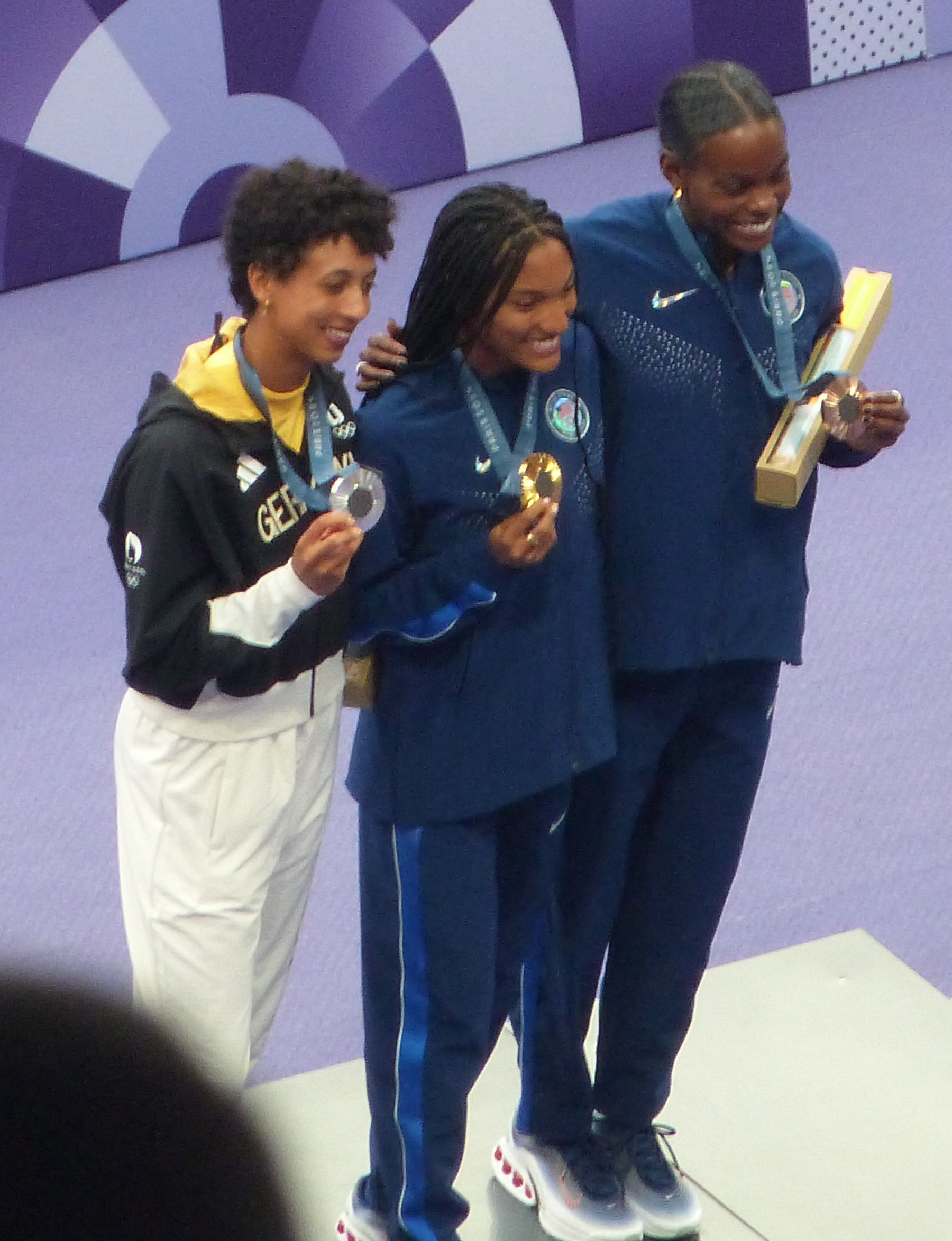
Podium du saut en longueur féminin

| Rang                                | Athlète             | Pays         | Essais | Essais | Essais | Essais | Essais | Essais | Marque | Notes |
| Rang                                | Athlète             | Pays         | 1      | 2      | 3      | 4      | 5      | 6      | Marque | Notes |
| ----------------------------------- | ------------------- | ------------ | ------ | ------ | ------ | ------ | ------ | ------ | ------ | ----- |
| Médaille d'or, Jeux olympiques      | Tara Davis-Woodhall | États-Unis   | 6,93 m | 7,05 m | 6,95 m | 7,10 m | 6,61 m | 6,68 m | 7,10 m |       |
| Médaille d'argent, Jeux olympiques  | Malaika Mihambo     | Allemagne    | 6,77 m | 6,81 m | 6,95 m | x      | 6,98 m | x      | 6,98 m |       |
| Médaille de bronze, Jeux olympiques | Jasmine Moore       | États-Unis   | 6,96 m | 6,92 m | 6,62 m | 6,75 m | 6,88 m | 6,88 m | 6,96 m |       |
| 4                                   | Larissa Iapichino   | Italie       | 6,78 m | 6,87 m | x      | 6,83 m | 6,78 m | 6,85 m | 6,87 m |       |
| 5                                   | Ese Brume           | Nigeria      | x      | 6,59 m | 6,63 m | 6,70 m | 6,51 m | 6,70 m | 6,70 m |       |
| 6                                   | Monae' Nichols      | États-Unis   | 6,64 m | x      | 6,36 m | 6,63 m | 6,67 m | 6,66 m | 6,67 m |       |
| 7                                   | Alina Rotaru        | Roumanie     | 6,46 m | 6,46 m | 6,65 m | 6,55 m | 6,67 m | 6,50 m | 6,67 m |       |
| 8                                   | Ackelia Smith       | Jamaïque     | 6,66 m | 6,52 m | x      | 5,86 m | 6,40 m | 6,42 m | 6,66 m |       |
| 9                                   | Marthe Koala        | Burkina Faso | 6,61 m | 6,51 m | 6,46 m | NC     | NC     | NC     | 6,61 m |       |
| 10                                  | Ruth Usoro          | Nigeria      | 6,58 m | x      | 5,80 m | NC     | NC     | NC     | 6,58 m |       |
| 11                                  | Hilary Kpatcha      | France       | 6,56 m | 5,54 m | 5,78 m | NC     | NC     | NC     | 6,56 m |       |
| 12                                  | Prestina Ochonogor  | Nigeria      | 6,07 m | 6,24 m | 6,24 m | NC     | NC     | NC     | 6,24 m |       |

### Qualifications
Limite de qualification : 6,75 m (Q) ou les 12 meilleures performances (q). 
| Rang | Groupe | Athlète             | Pays         | Essais | Essais | Essais | Marque | Notes |
| Rang | Groupe | Athlète             | Pays         | 1      | 2      | 3      | Marque | Notes |
| ---- | ------ | ------------------- | ------------ | ------ | ------ | ------ | ------ | ----- |
| 1    | A      | Tara Davis-Woodhall | États-Unis   | 6,64 m | 6,90 m | m      | 6,90 m | Q     |
| 2    | B      | Larissa Iapichino   | Italie       | 6,60 m | 6,87 m | m      | 6,87 m | Q     |
| 3    | B      | Malaika Mihambo     | Allemagne    | x      | x      | 6,86 m | 6,86 m | Q     |
| 4    | A      | Ese Brume           | Nigeria      | 6,44 m | 6,40 m | 6,76 m | 6,76 m | Q     |
| 5    | A      | Ruth Usoro          | Nigeria      | x      | 6,68 m | 6,65 m | 6,68 m | q     |
| 6    | A      | Jasmine Moore       | États-Unis   | 6,35 m | 6,66 m | x      | 6,66 m | q     |
| 7    | B      | Prestina Ochonogor  | Nigeria      | 6,27 m | 6,65 m | 6,29 m | 6,65 m | q     |
| 8    | B      | Monae' Nichols      | États-Unis   | 6,43 m | 6,52 m | 6,64 m | 6,64 m | q     |
| 9    | A      | Alina Rotaru        | Roumanie     | 6,45 m | 6,46 m | 6,63 m | 6,63 m | q     |
| 10   | B      | Ackelia Smith       | Jamaïque     | 6,51 m | 6,59 m | 6,58 m | 6,59 m | q     |
| 11   | B      | Marthe Koala        | Burkina Faso | 6,36 m | 6,59 m | 6,57 m | 6,59 m | q     |
| 12   | B      | Hilary Kpatcha      | France       | 6,18 m | 6,20 m | 6,59 m | 6,59 m | q     |
| 13   | A      | Xiong Shiqi         | Chine        | 6,58 m | 6,56 m | 6,52 m | 6,58 m | SB    |
| 14   | A      | Pauline Hondema     | Pays-Bas     | 4,72 m | 6,21 m | 6,55 m | 6,55 m |       |
| 15   | B      | Fátima Diame        | Espagne      | 6,37 m | 6,52 m | x      | 6,52 m |       |
| 16   | B      | Ivana Španović      | Serbie       | x      | 6,51 m | 6,31 m | 6,51 m | SB    |
| 17   | A      | Chanice Porter      | Jamaïque     | 6,48 m | 6,21 m | x      | 6,48 m |       |
| 18   | A      | Milica Gardašević   | Serbie       | 6,48 m | x      | x      | 6,48 m |       |
| 19   | B      | Plamena Mitkova     | Bulgarie     | 6,45 m | 6,42 m | 6,33 m | 6,45 m |       |
| 20   | A      | Laura Raquel Müller | Allemagne    | 6,40 m | 6,13 m | 6,38 m | 6,40 m |       |
| 21   | B      | Petra Farkas        | Hongrie      | 6,40 m | 6,33 m | 6,22 m | 6,40 m |       |
| 22   | A      | Natalia Linares     | Colombie     | x      | 6,40 m | 6,04 m | 6,40 m |       |
| 23   | A      | Eliane Martins      | Brésil       | 6,36 m | x      | x      | 6,36 m |       |
| 24   | A      | Agate de Sousa      | Portugal     | x      | 6,34 m | 6,27 m | 6,34 m |       |
| 25   | B      | Brooke Buschkuehl   | Australie    | 6,29 m | 6,10 m | 6,31 m | 6,31 m |       |
| 26   | B      | Sumire Hata         | Japon        | 6,21 m | x      | 6,31 m | 6,31 m |       |
| 27   | A      | Nikola Horowska     | Pologne      | x      | 6,31 m | x      | 6,31 m |       |
| 28   | B      | Mikaelle Assani     | Allemagne    | 5,64 m | 6,13 m | 6,24 m | 6,24 m |       |
| 29   | A      | Esraa Owis          | Égypte       | 5,93 m | 6,11 m | 6,20 m | 6,20 m |       |
| 30   | A      | Tessy Ebosele       | Espagne      | 6,02 m | x      | 6,09 m | 6,09 m |       |
| 31   | B      | Lissandra Campos    | Brésil       | 5,90 m | 6,02 m | x      | 6,02 m |       |

## Légende
Records et Performances
- AR : Record continental (area record)
- CR : Record des championnats (championship record)
- MR : Record du meeting (meet record)
- NR : Record national (national record)
- OR : Record olympique (olympic record)
- PR : Record paralympique (paralympic record)
- PB : Record personnel (personal best)
- SB : Meilleure performance personnelle de la saison (season's best)
- WL : Meilleure performance mondiale de l'année (world leader)
- WJR : Record du monde junior (world junior record)
- WR : Record du monde (world record)

Circonstances et Conditions
- DNF : N'a pas terminé (did not finish)
- DNS : N'a pas pris le départ (did not start)
- DQ : Disqualification (disqualification)
- NM : Aucun essai valable enregistré (No Mark)
- Q : Qualifié « directement » au prochain tour (ou à la prochaine compétition), lors d'une compétition majeure, grâce au classement ou à la réalisation des minima (automatic qualifier)
- q : Qualifié au prochain tour (ou à la prochaine compétition), lors d'une compétition majeure, grâce au repêchage ou à la réalisation de l'une des meilleures performances parmi celles des « non qualifiés directement » (grâce au meilleur temps ou à la meilleure distance par exemple) (secondary qualifier)